# Der dritte Polizist
Der dritte Polizist (englischer Originaltitel: The Third Policeman) ist der zweite Roman des irischen Schriftstellers Flann O’Brien (1911–1966). Er wurde 1939 bis 1940 verfasst, aber erst 1967, nach O’Briens Tod, veröffentlicht. Der Roman gilt als Beispiel der Verwendung von Metafiktion und als frühes Beispiel des postmodernen Romans. Der dritte Polizist lässt sich als Kriminalroman und als Wissenschaftsparodie lesen.

## Inhalt
Der Roman besteht aus zwölf Kapiteln und spielt im ländlichen Irland. Der Ich-Erzähler bleibt ohne Namen. Er ist Anhänger des (fiktiven) Wissenschaftlers und Philosophen de Selby, dessen Theorien im Verlauf des Buches immer wieder behandelt werden, sowohl im Fließtext als auch in teilweise langen Fußnoten. Darin geht es zum Beispiel um die Theorie, dass Radfahrer und Fahrräder beim Radfahren Moleküle austauschten und daher den Charakter des jeweils anderen annähmen, und um „schwarzes Licht“, das etwa für den Übergang von Tag zu Nacht verantwortlich sei.
Der Ich-Erzähler hat als 16-jähriger Waise in einer Internatsschule ein Bein verloren. Er trägt nun ein Holzbein und kehrt in sein Elternhaus zurück. Dabei trifft er auf John Divney, der in der Folge die Bewirtschaftung von Hof und Pub des Ich-Erzählers übernimmt, während er selbst sich den Schriften de Selbys widmet. Mit 30 Jahren hat er ein Werkverzeichnis über de Selby geschrieben, kann es jedoch aus Geldmangel nicht veröffentlichen. Divney weiß, dass der alte Dorfbewohner Mathers Geld bei sich trägt, worauf er (Divney) einen Raubmord an Mathers plant. Eines Nachts treffen der Ich-Erzähler und Divney Mathers auf der Straße, wo Divney ihn mit einer selbstgebauten Fahrradpumpe zu Boden schlägt. Der Ich-Erzähler erschlägt Mathers mit einem Spaten; Divney ist jedoch mit Mathers’ Geldkassette verschwunden und kehrt erst später ohne sie zurück. Der Ich-Erzähler bleibt nun kontinuierlich an Divneys Seite, auch im Bett.
Drei Jahre später verrät Divney, dass die Kassette unter den Dielenbrettern in Mathers’ Haus liegt. Er beauftragt den Ich-Erzähler, sie zu holen; sie ist aber verschwunden. Stattdessen trifft er Mathers an. Auch die Seele des Ich-Erzählers, fortan Joe genannt, ist im Raum und spricht fortan zum Ich-Erzähler. Mathers berichtet von einer nahegelegenen Polizeistation, wo Polizisten bei der Suche nach der Kassette helfen könnten. Dort lernt der Ich-Erzähler Sergeant Pluck und den Wachtmeister MacCruiskeen kennen. Sie sprechen weitgehend non sequitur und äußern surreale Theorien über Fahrräder. Sie berichten auch vom dritten Polizisten, Fox, der seit 25 Jahren verschwunden ist. Im Kellergeschoss befindet sich ein komplizierter Bau namens „Ewigkeit“, in dem sich Messgeräte befinden. Pluck weiß, dass der Ich-Erzähler den Mord begangen hat, verhaftet ihn aber nicht, da er namenlos sei und daher nicht gehängt werden könne. Zur Hinrichtung des Mörders wird jedoch ein Galgen errichtet. Als die Polizisten sich um ungewöhnlich hohe Messwerte im Keller kümmern müssen, flüchtet der Ich-Erzähler auf einem Fahrrad und sieht Licht in Mathers’ Haus. Er trifft dort Fox, der jedoch Mathers’ Gesichtszüge trägt und in dem Haus eine geheime Polizeistation unterhält. Es stellt sich heraus, dass Fox die Messwerte im Keller manipuliert hat und so anscheinend das Leben des Ich-Erzählers gerettet hat. Fox hat die Kassette, die nunmehr eine allmächtig machende Substanz namens Omnium enthält, zum Haus des Ich-Erzählers bringen lassen. Als jener dort schließlich eintrifft, ist Divney 16 Jahre älter, während der Ich-Erzähler nur um einige Tage gealtert ist. Divney berichtet, dass er damals statt der Kassette eine Bombe unter Mathers’ Dielenbretter gelegt habe, die den Ich-Erzähler umgebracht habe, und erleidet einen Herzinfarkt, die ihn offenbar tötet; der Ich-Erzähler verlässt daraufhin das Haus und kommt zur Polizeistation. Unterwegs trifft er Divney, der ihn begleitet. In der Polizeistation trifft er erneut auf Pluck, der mit denselben Worten wie im vierten Kapitel beschrieben wird und – am Schluss des Buches – auch dieselbe Eingangsfrage stellt: „Handelt es sich um ein Fahrrad?“

## Rezeption
„Der dritte Polizist kehrt die Erzählstruktur von O’Briens erstem Roman ‚In Schwimmen Zwei Vögel‘ um. Stecken dort die Überraschungen im collagenartigen Erzählvorgang, so finden sie sich hier unter der Decke eines geordneten Erzählvorgangs bei Sprachwitz, (irischem) Humor, Ironie, Parodie sowie in Satiren, Absurditäten und Surrealismen, mittels derer O’Brien die wissenschaftliche und intellektuelle Torheit des Menschen entlarvt.“

“[The Third Policeman] will be rediscovered, and again, and again. There’s no killing a piece of mythic power like that.”

„[Der dritte Polizist] wird wiederentdeckt werden, wieder und wieder. Solch ein Stück mythischer Kraft kann nicht sterben.“

## Editionsgeschichte
O’Brien versuchte, den Roman wie seinen Vorgängerroman Auf Schwimmen-zwei-Vögel bei Longman’s zu publizieren. Das Manuskript wurde jedoch abgelehnt, da es „zu ungewöhnlich“ sei. O’Brien lagerte es dann bis zu seinem Tod in einem Schrank, behauptete aber, dass er es vernichtet habe. Er übernahm Elemente des Romans, darunter die Figur de Selby, in seinem 1964 erschienenen Roman The Dalkey Archive (deutscher Titel: Aus Dalkeys Archiven).
Die Erstausgabe erschien schließlich 1967 postum bei MacGibbon & Kee in London. Die erste deutschsprachige Ausgabe, übersetzt von Harry Rowohlt, erschien 1975 unter dem Titel Der dritte Polizist im Suhrkamp Verlag. 1985 wurde das Buch als Lizenzausgabe derselben Übersetzung in der DDR im Verlag Volk und Welt veröffentlicht.

### Ausgaben (Auswahl)
- The Third Policeman. MacGibbon & Kee, London 1967.
- Der dritte Polizist. Übersetzt von Harry Rowohlt. Suhrkamp, Frankfurt am Main 1975, ISBN 3-518-01446-3.
- Der dritte Polizist. Übersetzt von Harry Rowohlt. Volk und Welt, Berlin 1985.
- Der dritte Polizist. Übersetzt von Harry Rowohlt und Helmut Mennicken. Kein & Aber, Zürich 2006, ISBN 3-0369-5166-0.

## Theater
- 2002: Der dritte Polizist. Theaterstück von Christopher Blenkinsop und Carsten Dane, Uraufführung am Theater im Haus der Kunst, München[4]

## Oper
- 2012: Der dritte Polizist. Oper von Florian Bramböck, Uraufführung am Landestheater Innsbruck